# Pas de quatre (ballet)

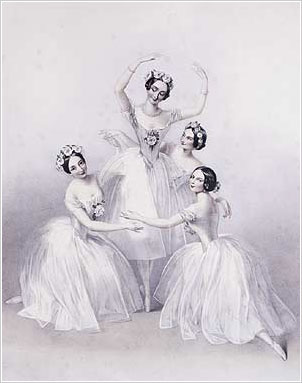
Pas de quatre interpretado por Lucile Grahn, Carlotta Grisi, Fanny Cerrito, y Marie Taglioni.

Pas de quatre es un término francés usualmente referido al ballet entre cuatro bailarines, literalmente significa "paso de cuatro". Repite la construcción clásica del pas de deux pero con cuatro bailarines. En el siglo XIX, se desarrolló la forma de pas de quatre, que consiste en un inicio o entrée, variaciones individuales y coda. También hubo un baile de salón con el mismo nombre. Por lo general es visto como un ballet sin argumento, ejecutado como demostración de técnica y arte.

## Obras
El Pas de quatre aparece en muchos ballets, en diferentes combinaciones de bailarines masculinos y femeninos. Entre los pas de quatre más conocidos en el repertorio de ballet se encuentran los siguientes:
- 1845: Pas de quatre, el primer ballet coreografiado por Jules Perrot con música de Cesare Pugni. Fue realizado por Lucile Grahn, Carlotta Grisi, Fanny Cerrito, y Marie Taglioni,[3] aunque solo fueron presentados cuatro funciones a causa de dificultades personales entre las cuatro bailarinas estrella del momento. En la tercera función en el Her Majesty's Theatre en Londres, la Reina Victoria y Príncipe Alberto estuvieron presentes. Desde la primera presentación hasta la última la audiencia y la crítica quedaron sin palabras.[4]

- 1895: Pas de quatre de los pequeños cisnes o Danza de los pequeños cisnes, en el segundo acto del ballet El lago de los cisnes, coreografía de Lev Ivanov, música de Piotr Ilich Chaikovski. Con las manos entrelazadas, las cuatro bailarinas, generalmente semisolistas del cuerpo de baile, ejecutan un juego de pies preciso y deslumbrante.

- 1898: En el ballet Raymonda, coreografía de Marius Petipa, música de Alexander Glazunov. Variation pour quatre danseurs (Variación para cuatro bailarines), en Pas classique hongrois del tercer acto. Fue interpretado por primera vez por Sergei Legat, Georgi Kyasht, Nikolai Legat y Alexander Gorsky.

- 1936: Jardin aux Lilas, coreografía de Antony Tudor, música de Ernest Chausson. Técnicamente no es un pas de quatre puro, ya que los cuatro personajes están acompañados por un cuerpo de baile. En su estreno, los cuatro protagonistas fueron Maude Lloyd (Caroline), Hugh Laing (Su amante), Antony Tudor (El hombre con el que debe casarse) y Peggy van Praagh (Un episodio de su pasado).

- 1949: La pavana del Moro, coreografía de José Limón, música de Henry Purcell. Basado en el Otelo de Shakespeare. El elenco original estaba formado por Limon (El Moro), Betty Jones (Desdémona), Lucas Hoving (Tiago) y Pauline Koner (Emilia).

- 1957: Agon, coreografía de George Balanchine, música de Ígor Stravinski. La Parte I consta de un pas de quatre para cuatro hombres, un doble pas de quatre para ocho mujeres y un triple pas de quatre para ocho mujeres y cuatro hombres.

- 1975: La primavera en la obra Las cuatro estaciones, coreografía de Kenneth MacMillan, música de Giuseppe Verdi. En su estreno, fue bailado por Lesley Collier, Michael Coleman, David Ashmole y Wayne Eagling.